# Сологуб Микола Аврамович
Микола Аврамович Сологуб (21 травня 1922, Сквира — 15 жовтня 2020, Київ) — український науковець у галузях матеріалознавства та машинобудування, доктор технічних наук (1993), професор. Протягом півстоліття — викладач кафедри матеріалознавства та технології машинобудування Національного університету харчових технологій (1958—2010), 12 років був її завідувачем (1980—1992).
Учасник німецько-радянської війни у складі 16-тої повітряної армії, полковник запасу, брав участь у захопленні Берліна, нагороджений декількома бойовими медалями.

## Життєпис
Народився 21 травня 1922 року у Сквирі
У 1940-му році був призваний до армії, зарахований до Вольського військового авіатехнічного училища (нині — Вольський військовий інститут тилу, РФ). З травня 1942-го року — на військових теренах у складі 16-тої повітряної армії, пройшов шлях від Сталінграду до Берліну, брав участь в захопленні німецької столиці.
У 1951-му році закінчив механічний факультет Київського технологічного інституту харчової промисловості ім. А. І. Мікояна, відтоді ж — викладач кафедри матеріалознавства щойно відкритого Київського вищого військового авіаційного інженерного училища. Під час роботи в училищі написав ряд навчальних посібників, зокрема «Альбом структур металлов и сплавов», займався дослідженням зносостійкості металів.
У 1958-му році перейшов на роботу до рідного інституту харчової промисловості, став старшим викладачем кафедри матеріалознавства та технологій машинобудування, пізніше — професором. З 1980-го по 1992-й рік — завідувач кафедри. Працював в університеті близько півстоліття — до 2010-го року. До останніх років життя був головою Ради ветеранів університету.
У 1963-му році став кандидатом технічних наук, захистивши дисертацію на тему «Повышение долговечности трущихся деталей технологического оборудования сахарных заводов». З 1993-го року — доктор технічних наук, докторська дисертація на тему «Прогнозирование и повышение долговечности деталей технологического оборудования сахарных заводов».

Могила Миколи Сологуба, Байкове кладовище

Помер на 99-му році життя 15 жовтня 2020 року в Києві. Був кремований, прах похований у колумбарії Байкового кладовища (10 ділянка тераси, 3 ряд, 147 місце).

## Наукова діяльність
У 1977-му році разом з колегами заснував перший в Україні науково-технічний часопис з трибології «Проблеми тертя та зношування». Протягом 20 років — заступник головного редактора.
Двічі виїздив до Куби, міста Санта-Клара, де в центральному університеті Лас-Вільяс обмінювався досвідом з кубинськими колегами, разом з ними розробляв навчальний процес університету.
Автор декількох запатентованих винаходів, трьох монографій, шести підручників, 14-ти навчальних посібників, понад 120-ти статей, виданих в різних країнах світу. Науковий керівник вісьмох кандидатів технічних наук. У 2006-му році 84-річний Микола Сологуб створив унікальний українсько-російський-англійський-німецький тлумачний словник «Металознавство».

## Науковий доробок (частковий)
- 1954 — «Альбом структур металлов и сплавов» (посібник)
- 1957 — «Технология металлов: руководство к лабораторным работам» (посібник; разом з Б. Н. Ільїним)
- 1960 — «Анализ износа некоторых деталей оборудования свеклосахарных заводов» (стаття; разом з Г. О. Прейсом)
- 1961 — «Лабораторные работы по технологии металлов» (посібник; разом з Б. Н. Ільїним та К. О. Іпатовим)
- 1962 — «Анализ износа деталей плунжерных насосов на сахарных заводах» (стаття)
- 1963 — «Повышение долговечности трущихся деталей технологического оборудования сахарных заводов» (кандидатська дисертація)
- 1964 — «Исследование износа металлов в известковом молоке» (стаття)
- 1965 — «О влиянии сахарозы на изнашивание металлов» (стаття)
- 1965 — «Об износе металлов в сатурационном соке» (стаття)
- 1967 — «Влияние термодиффузионной обработки на гидроэрозионную стойкость стали» (стаття; разом з О. І. Некозом)
- 1967 — «Дезактивация молока от стронция» (стаття)
- 1970 — «О режиме исследования гидроабразивной эрозии наплавочных материалов в химически активных средах» (стаття; разом з Г. О. Прейсом та О. І. Слиньком)
- 1970 — «О влиянии формалина на износостойкость металлов» (стаття; разом з Б. П. Штефаном)
- 1971 — «Исследование некоторых электрических явлений при трении металлов в химически активных средах» (стаття; разом з Г. О. Прейсом та Б. П. Штефаном)
- 1972 — «Гидроабразивное изнашивание металлов в щелочных средах» (стаття; разом з Г. О. Прейсом та О. І. Слиньком)
- 1973 — «О влиянии угла атаки на интенсивность гидроабразивной эрозии в агрессивных средах» (стаття; разом з О. І. Слиньком)
- 1974 — «О комплексном исследовании коррозионно-механического изнашивания» (стаття; разом з Г. О. Прейсом та О. І. Портером)
- 1975 — «Технология металлов и других конструкционных материалов» (посібник; разом з Г. О. Прейсом, В. К. Лазаренком та О. Рожнецьким)
- 1979 — «Повышение износостойкости оборудования пищевой промышленности» (посібник; разом з Г. О. Прейсом та О. І. Некозом)
- 1981 — «Кавитационно-эрозионное изнашивание металлов в коррозионно-активных средах» (стаття; разом з Г. О. Прейсом та О. І. Некозом)
- 1984 — «Технология конструкционных материалов» (посібник, перевидання в 1991, 1993 та 2002; разом з Г. О. Прейсом, І. О. Рожнецьким та О. І. Некозом)
- 1987 — «Типовая программа, методические указания и контрольные задания по курсу „Материаловедение“: для студ. спец. технологии продовольственных продуктов заочной формы обучения» (посібник)
- 1989 — «Повышение долговечности оборудования пищевой промышленности» (посібник; разом з М. П. Роменським, Г. О. Прейсом та С. М. Хелемським)
- 1990 — «Методические указания к выполнению лабораторных работ по дисциплине „Электротехнические материалы“: для студ. технологич. спец. всех форм обучения» (посібник; разом з В. А. Косенком)
- 1992 — «Методичні вказівки та контрольні завдання з дисципліни „Матеріалознавство“: для студ. спец. заоч. форми навч.» (посібник; разом з М. Ф. Опанащуком)
- 1993 — «Прогнозирование и повышение долговечности деталей технологического оборудования сахарных заводов» (докторська дисертація)
- 1995 — «Методичні вказівки до лабораторної роботи „Вивчення структури і властівостей легованих сталей“ з дисципліни „Матеріалознавство та технологія конструкційних матеріалів“: для студ. спец. „Обладнання харчових виробництв“ спеціалізації „Інженерна механіка“; „Промислова теплоенергетика та енергозбереження“ спеціалізації „Енергетика“ ден. та заочн. форм навч.»
- 2000 — «Матеріалознавство» (посібник; разом з О. І. Некозом, В. А. Косенком та О. А. Литвиненком)
- 2000 — «Матеріали теплоенергетичного обладнання» (посібник)
- 2001 — «Вплив водню на експлуатаційні та фізико-механічні властивості дифузійних покриттів сталі» (стаття; разом з О. Д. Клюком)
- 2003 — «Холодостійкі конструкційні матеріали» (посібник)
- 2006 — «Металознавство: тлумачний словник» (перевидання в 2010)
- 2010 — «Конструкційні метали і сплави: короткий довідник»

## Нагороди
Бойові (Друга світова війна):
- орден Вітчизняної війни II ступеню;
- медаль «За бойові заслуги»;
- медаль «За взяття Берліна»;
- медаль «За оборону Сталінграда»;
- орден «За мужність»
- медаль «Почесний ветеран міста-героя Києва»

Трудові:
- орден Трудового Червоного Прапора;
- нагрудний знак «Петро Могила»;
- грамота Верховної Ради України;
- почесна грамота Київського міського голови;
- нагрудний знак Мінвузу СРСР «За отличные успехи в работе»;
- нагрудний знак «За сумлінну працю»;
- похвальний лист Союзного Міністерства харчової промисловості